# アーサー・セントクレア
アーサー・セントクレア（英語: Arthur St. Clair, 1734年または1736年3月23日 - 1818年8月31日）は、アメリカの連合規約下の連合会議で第9代の議長を務めた政治家である。セントクレアの任期は1787年2月2日から10月29日までであり、前任者はナサニエル・ゴーラム、後任者はサイラス・グリフィンであった。セントクレアはアメリカ独立戦争中は大陸軍の将軍として従軍し、戦後アメリカ陸軍の最高位に昇った（1791年 - 1792年）。セントクレアは北西部領土の知事を務め、州に昇格する前のオハイオ領土の唯一の知事であった。

## 生涯

### 生い立ちとアメリカへの移民
スコットランドのケイスネス州サーソーで、1734年または1736年どちらかの3月23日 に生まれた。セントクレアの縁戚には初代ミントー伯爵ギルバート・エリオットや詩人のロバート・ルイス・スティーヴンソンがいる。セントクレアは、エディンバラ大学で学んだ後、高名な解剖学者ウィリアム・ハンターに師事し医学を学んだ。1757年、セントクレアはイギリス軍の士官を購入し、フレンチ・インディアン戦争に参加するため、エドワード・ボスコーウェン提督の艦隊でアメリカに向かった。セントクレアは1758年7月26日、ジェフリー・アマースト将軍指揮のルイズバーグ要塞占領に従軍した。1759年4月17日、セントクレアは中尉に昇進し、ジェームズ・ウルフ将軍の部隊に配属となりエイブラハム平原の戦いに参戦した。
1762年4月16日、セントクレアは退役し、1764年にペンシルベニアのリゴニア渓谷に土地を買い、粉挽き場を立てて入植した。セントクレアはペンシルベニア西部では一番大きな土地所有者であった。
1770年、セントクレアは四季裁判所と民事裁判所の判事となり、専売委員会の一員となり、孤児裁判所の判事、記録係、事務官となった。またベドフォード郡とウエストモーランド郡の首席書記官になった。
1774年バージニア植民地がピッツバーグ近辺の土地所有権を主張し、ペンシルベニア西部の住民が武器を取ってこれを排除することがあった。セントクレアはバージニア軍を率いる士官の逮捕を命じた。この時ダンモアの戦争が起こり、境界紛争が収まった。

### アメリカ独立戦争
1770年代の半ば、セントクレアはイギリスよりもアメリカの愛国者であると感じるようになった。1776年1月、セントクレアはペンシルベニア民兵の大佐として大陸軍に加わり、8月には准将に昇進し、ジョージ・ワシントン将軍の命令でニュージャージー民兵の組織化を助けるために派遣された。1776年クリスマスの夜、ワシントンがデラウェア川を渡る時に参軍し、翌日のトレントンの戦いに参加した。多くの伝記によれば、10日間後のワシントンによるプリンストンの占領にはセントクレアが戦略面で貢献したとのことである。
1777年4月、セントクレアはタイコンデロガ砦の守備に派遣された。サラトガ方面作戦を実行中のイギリス軍ジョン・バーゴインの大部隊には、セントクレア配下の小さな守備隊ではとても抗しきれなかった。セントクレアは1777年7月5日にタイコンデロガ砦を明け渡して撤退し（タイコンデロガ砦包囲戦）、この方面作戦では特に働きを残せなかった。1778年にセントクレアはタイコンデロガ砦の放棄の件で軍法会議に掛けられたが、無罪とされ軍務に復帰した。セントクレアは1781年にチャールズ・コーンウォリスがヨークタウンで降伏したときに立ち会った。

### 連合会議議長
セントクレアは1783年にペンシルベニア検閲委員会の一員になり、1785年11月2日から1787年11月28日まで連合会議の代議員に選ばれた。シェイズの反乱が起きた時にセントクレアは議長であった。セントクレアは1790年にペンシルベニア州知事選挙の候補者となり、ジェイムズ・ウィルソンやロバート・モリス、ベンジャミン・ラッシュらの著名市民の支持を受けたが、トマス・ミフリンに完敗した。

### インディアン制圧戦
アメリカ合衆国が独立戦争後に獲得した北西部領土の治め方を定義した1787年の北西部条例の下で、セントクレアは今日のオハイオ州、インディアナ州、イリノイ州、ミシガン州の全部とウィスコンシン州、ミネソタ州の一部を包含する領土の知事に指名された。セントクレアはシンシナティ協会の名前を貰ってシンシナティの市の名前を付け、自分の家をそこに建てた。北西部領土が1800年に分割された時、セントクレアはオハイオ領土の最初で最期の知事となった。
セントクレア知事は領土での初めての成文法である「マクスウェルの法典」を作った。セントクレアはインディアンたちのオハイオの土地に対する所有権主張を弾圧し、白人の植民への道を開いた。1789年、セントクレアは一部のインディアンとハーマー砦の条約を締結することに成功したが、多くの部族の指導者は交渉への参加を呼びかけられなかったか、参加を拒んだ。この条約はインディアンの主張を抑えるよりも却って抵抗をうみ、北西インディアン戦争（あるいはリトル・タートルの戦争）につながった。互いの敵対心がジョシア・ハーマー将軍の方面作戦を引き起こし、1790年、ハーマー将軍の1,500名の部隊がインディアンに破れるという事が起きた。
1791年、セントクレアはアメリカ合衆国陸軍の上級将軍としてハーマー将軍の後を引き継いだ。セントクレアは2個連隊と民兵からなる懲罰的遠征を指揮した。この部隊はウォバッシュ川にあったインディアン保留地（Reservation）に侵攻したが、11月4日、マイアミ族酋長リトル・タートル（ミシキナクワ）とショーニー族酋長ブルー・ジャケット（ワヤピエセンワー）の部族連合との戦闘で大敗を喫した。この「セントクレアの敗北」、あるいはコロンビアの虐殺、あるいはウォバッシュの戦いと呼ばれる戦闘で600名以上の兵士と数十人の女性と子供が殺された。この時のアメリカ軍の兵士の戦死623名に対し、インディアン戦士の戦死21名という数字は、「アメリカ軍最大の敗北」と言われる。この大失敗の後、セントクレアはワシントン大統領の要請で軍隊から引く事になったが、北西部領土の知事の職は続けた。
セントクレアは連邦主義者だったので、オハイオ領土から2つの州を作ってアメリカ合衆国議会における連邦党の発言権をたかめることを期待した。しかしセントクレアはその党派心や高飛車なところ、執務における頑固さについてオハイオの民主共和党員から嫌われることになった。1802年、セントクレアがオハイオの州昇格に反対したために、トマス・ジェファーソン大統領は領土知事の職からセントクレアを更迭した。かくしてセントクレアは1803年のオハイオ州昇格に何の貢献も果たさないことになった。オハイオ州の最初の憲法は、セントクレアの統治法に対する反動と言う意味合いもあり、弱い知事、強い議会を規定することになった。
セントクレアは1818年8月31日にペンシルベニア州グリーンズバーグで貧窮のうちに80歳の生涯を閉じた。セントクレアの持っていた大きな富は寛大な贈与と借金、また事業の失敗により消失していた。
ペンシルベニア州ヤングスタウンにあったセントクレアの家「隠者の住処」の一部は後にリゴニアに移されて現在は博物館として保存されている。ペンシルベニア州アッパー・セントクレアとセントクレアズビル、イリノイ州セントクレア郡、ミズーリ州のセントクレア郡、オハイオ州のセントクレア町とセントクレアズビル、アラバマ州セントクレア郡はそれぞれセントクレアの名前に因んで名づけられた。